# 캄포토스토
캄포토스토(이탈리아어: Campotosto)는 이탈리아 아브루초주 라퀼라도에 있는 코무네이다. 그란 사소 에 몬티 델라 라가 국립공원에 위치해있다.